# テトリスパーティ
『テトリスパーティ』（英: Tetris Party）はハドソン開発のテトリスである。Wiiウェアで2008年10月14日から配信されていた（配信終了済）。
2010年8月5日には新モード等を追加したバージョンアップ版『テトリスパーティープレミアム』が、ニンテンドーDSおよびWiiのパッケージソフトとして発売された。本項では両作品を併せて解説する。

## 概要
従来のテトリスに加え、新しい遊びやルールなどが多数収録されている。また、ニンテンドーWi-Fiコネクションに対応されており、世界中のプレーヤーと最大6人まで対戦可能であり、1台のWiiでも最大4人まで対戦可能である。テトリスが初心者であるプレーヤーでも簡単なテトリスのゲームも収録されており、遊び方など色々な解説があり初心者でも安心に遊ぶことができる。コントローラはWiiリモコンやクラシックコントローラに加えてバランスWiiボードにも対応されており、バランスWiiボードを使ったテトリスもプレイすることができる。
『テトリスパーティープレミアム』は、『テトリスパーティ』に収録されていた全てのモードに加えて、Wii版には23種類、DS版には19種類のモードが収録され、それぞれの機種でしかないモードや新要素も収録されている。DS版にはプレイヤー自身の3タイプの異なるアバターを選ぶことが出来る。2010年8月時点に採用されているテトリスの最新ルールに対応し、『テトリスパーティ』にはなかった新しいルールが追加されている。Wii版のみ一部のモードのみWiiハンドルにも対応をしており、レースゲーム以外のジャンルで初めてWiiハンドルを対応をする事ができた。

## モード

### ひとりでテトリス
オフラインで（ネット接続を行わずに）1人でプレイするモード。
マラソン
基本的なルールのテトリス。設定でエンドレスをONにしている場合はゲームオーバーまで、OFFにしている場合は150ライン消すまで続く。
コンピュータたいせん
15人（DS版は5人）のコンピュータ担当のプレイヤーと次々に対戦していく。
のぼってブロック
フィールド上のクライマーを、テトリミノを適切に配置して旗を集めつつゴールまで運ぶ。クライマーを潰すとゲームオーバーとなる。
『プレミアム』では旗ではなく酸素ボンベを取りながらクライマーをフィールド上部まで導くエベレストモードが追加されている。
えあわせブロック
フィールドの背景のグリッドに合わせ、テトリミノを配置し図形を完成させる。全30問で、制限時間は3分。
『プレミアム』ではステージエディット機能が追加されている。
コースをすすめ
回転や移動を駆使して障害物を回避しながら、コースに沿ってテトリミノを落とし、400ライン下のゴールを目指す。
『プレミアム』ではテトリミノが画面外に押し出されるまで続くエンドレスモードが追加されている。
Wii版『プレミアム』ではWiiハンドルにも対応をしている。

#### プレミアムで追加されたモード
スプリント
40ラインを消すまでにどれだけ早くクリアできるか挑戦できるタイムアタック制。
マスターモード
テトリミノの落下速度が最初から最高速で始まるようになっていて、この状態でどこまで消していくか挑戦できるエンドレスの上級者向けのマラソン。
ミッションテトリス
「2ライン消せ！」や「特定のテトリミノを使ってラインを消せ！」などの様々なミッションを全10問をクリアして、どれだけ速くクリアできるか挑戦できるタイムアタック制のミッション。セット（難易度）は5段階で、問題は全部で50問存在する。時間に制限は無いが、セット3から「SかZを使って3ライン消せ！」などの難易度の高い問題が増える。
オールクリアスプリント
やさしいテトリスで使われるテトリミノで、オールクリア（全消しすること）を20回するまでどれだけ早くクリアするか挑戦できるタイムアタック制。
ボンブリス
ボンブリスを使ったテトリスで、爆弾のブロックを含んだテトリミノで爆弾の入ったブロックをラインを消すと爆発し、爆発に巻き込んだブロックが消滅する。モードはCONTESTのみだが、ボンブリス史上初めてCONTESTモードでのステージエディット機能を搭載している。従来のボンブリスとは異なり、縦2マス 横2マスの大きなボムを作ることによってスコアが1回復する仕様は廃止され、ライン揃えによって上昇するスコアも変更されている。
このモードで遊ぶには、他のモードで手に入る2304個の「シークレットミノ」を全て集める必要がある。

### みんなでテトリス
オフラインで2-4人でプレイするモード。Wiiウェア版とWii版はプレーヤーがいなくてもCOMとの対戦が可能で、1人でも全てのモードを遊ぶことが出来る。
DS版ではVSバトルのみ最大8人まで対戦可能で、VSバトルとVSホットラインの2つのモードはDSダウンロードプレイで本ソフトを持っていない人とも一緒に対戦できる。どちらの場合もCOMとの対戦は不可能で、1人では遊べない。
VSバトル
基本的なルールでの対戦で、消し方に応じて相手フィールドにペナルティブロックを送り込める。
VSのぼってブロック
「ひとりでテトリス」の「のぼってブロック」同様のルールで、相手より先にクライマーをゴールに導くことを目指す。旗を取るごとに「ラインキック」が1つ増える。
VSホットライン
フィールドの背景のラインを相手よりも先に全部消すことを目指す。ラインはその上でブロックを消すことで消える。
VSえあわせブロック
「ひとりでテトリス」の「えあわせブロック」同様のルールで、より図形の完成度の高い方が勝利となる。
VSコースをすすめ
「ひとりでテトリス」の「コースをすすめ」同様のルールで、よりゴールに近付くことを目指す。
Wii版『プレミアム』ではこちらにもWiiハンドルにも対応をしている。
きょうりょくテトリス
2人プレイ時専用で、通常よりも広いフィールドで2人同時協力プレイを行う。2人それぞれ違うテトリミノが使用できる。
VSかこんでスペース
2人プレイ時専用で、通常よりも広いフィールドで交互にテトリミノを配置し、囲んだ空間の広さを競う。

#### プレミアムで追加されたモード
VSスプリント
「ひとりでテトリス」の追加モードの「スプリント」同様のルールで、相手より先に40ラインを消して、一番先に40ライン消した人が勝利となる。
VSきょうりょくテトリス
Wii版『プレミアム』のみ収録。「みんなでテトリス」の「VSバトル」を「きょうりょくテトリス」にアレンジしたルールで、2人で1チームとなって2チームで対戦し、相手チームにペナルティブロックを送り込んで、相手をゲームオーバーにさせば勝利となる。

### やさしいテトリス
初心者や小さな子供・お年寄り向けのモードで、フィールドは横サイズ5ブロック、縦サイズ10ブロックと比較的小さく、テトリミノの種類も「かんたん」では4種類、「ふつう」では6種類とシンプルになる。
ゲームの種類は「やさしいマラソン」のみとなっている。

### バランスWiiボードでテトリス
Wiiウェア版・Wii版のみのモード。バランスWiiボードを使用してプレイする。
バランスマラソン
基本的なルールは「やさしいマラソン」と同じだが、プレイヤーの動作によって「アクションポイント」が加点される。
バランスウルトラ
基本的なルールは「やさしいマラソン」と同じだが、制限時間3分間でハイスコアを競う。
バランスコンピュータたいせん
「やさしいマラソン」と同じシンプルなフィールドで、「コンピュータたいせん」同様のルールでコンピュータと対戦する。バランスWiiボードは1つしか接続できないため、このモードはプレーヤー同士の対戦は出来ない。

### ニンテンドーWi-Fiコネクション
ネットワークに接続し、オンライン状態で2人から6人でプレイする時の遊び方。
アイテムの設定が「あり」なら最大で6人対戦（DS版では最大4人）、「なし」なら1対1の対戦となる。
Wii版とDS版ではフレンド登録した相手ならボイスチャット対応で、Wii版では別売りのWiiスピークが必要となる。
だれかとテトリス
「みんなでテトリス」の「VSバトル」同様のルールで、フレンド登録を行っていない相手も含め世界中のプレイヤーと対戦できる。
ともだちとテトリス
「みんなでテトリス」の「VSバトル」同様のルールで、フレンド登録を行って相手のみとネットワークで対戦する。

#### DS版のみの追加モード
だれかとホットライン
「みんなでテトリス」の「VSホットライン」同様のルールで、フレンド登録を行っていない相手も含め日本中のプレイヤーと対戦できる。
ともだちとホットライン
「みんなでテトリス」の「VSホットライン」同様のルールで、フレンド登録を行って相手のみとネットワークで対戦する。

### ランキング
プレイヤーファイルにセーブされた、個人成績・ワールドランキングゲーム・ゲーム中に達成した条件や記録などの実績といったプレイ結果を閲覧できる。

## アイテム
「みんなでテトリス」および「ニンテンドーWi-Fiコネクション」ではゲーム中テトリミノに混じって「アイテムブロック」が出現し、ラインを消すことで最大3つまでアイテムを所持することができ、それらを有効に使うことが重要となる。
(*)付きのものは使用時にWiiリモコンを縦持ちしてポインタを使うことで効果が高まる。
スモーク (*)
ポインタで指定した相手1人のフィールドに煙幕を張り画面を見えにくくすることができる。張られた煙幕はWiiリモコンを振ってかき消せる。DS版ではマイクに息を吹きかけることでかき消せる。
ロック
対戦相手全員、一定時間テトリミノを回転できなくなる。
スピードアップ
一定時間、対戦相手全員のテトリミノの落下スピードが速くなる。
フィールドクライマー
対戦相手全員のフィールドにクライマーが登場し、相手がこれを潰すとペナルティブロックが出現する。
ブロックショット (*)
ポインタで指定した箇所にブロックを送り込める。連打すればするほど多くのブロックを送り込める。
シフト (*)
自分のフィールドの端をポインタで指定することでブロックの隙間を揃えることができる。
ラインキック (*)
不要なラインを消すことができる。ポインタにて場所指定も可能。
タイムストップ
一定時間、自分以外の対戦相手全員の動きを止めることができる。
カスケード
一定時間自分のフィールド上に置いたテトリミノが隙間を埋めるように崩れるようになる。
ハイド (*)
ポインタで指定した相手1人のNEXTキューを一定時間見えなくすることができる。

### プレミアムで追加されたアイテム
コンフューズ
一定時間、対戦相手全員のボタン操作がおかしくさせることができる。
フィックス
一定時間、対戦相手全員にフィールドに落ちてくるテトリミノが1種類だけになり、落ちてくるテトリミノはランダム決まる。